# Албанско кралство
Албанското кралство или Кралство Албания (на латински: Regnum Albaniae) е средновековно регионално владение, съществувало в периода 1272 – 1368 г. на територията на днешна Албания.

## Крале на Албания
- Карл I Анжуйски, крал от 1272 до 1285 г.;
- Карл II Анжуйски, крал от 1285 до 1294 г.

През 1294 г. Карл II преотстъпва правата си над Албания на сина си Филип, принц на Таранто и на Ахея. Той царува с титлата „Господар на Кралство Албания“.

## Господари на Кралство Албания
- Филип, господар от 1301 до 1332 г.;
- Роберт, господар от 1332 до 1333 г.

През 1332 г. Роберт наследява баща си Филип, не неговият чичо Йоан, граф на Гравина и на Алба, принц на Ахая, отказва да му се закълне във вярност. Двамата постигат споразумение и Роберт получава княжеството от него в замяна на 5000 унции злато и правото на короната на Албанското кралство. Така Йоан поема титлата „херцог на Дуръс“.

## Херцози на Дуръс
- Йоан, херцог от 1332 до 1336 г., граф на Гравина и на Алба, принц на Ахая;
- Карл, херцог от 1336 до 1348 г., граф на Гравина, първороден син на предишния;
- Йоанна, херцогиня от 1348 до 1368 г.;
- Луи, херцог консорт от 1366 до 1368 г. и през 1376 г.

През 1368 г. Дуръс попада в ръцете на Карло Топия, който е признат от Република Венеция за принц на Албания.